# Nikolaj Grigor'evič Stroganov
Barone Nikolaj Grigor'evič Stroganov, in russo Николай Григорьевич Строганов? (Voronež, 2 ottobre 1700 – Mosca, 1758), è stato un politico russo.

## Biografia
Era il secondogenito di Grigorij Dmitrievič Stroganov (1656-1715), e di sua moglie, Marija Jakovlevna Novosil'ceva (1677-1733). Nacque a Voronež, dove suo padre, insieme a Pietro I, si occupò della creazione della flotta russa.
Il 22 maggio 1722, insieme ai fratelli, venne elevato al titolo di barone. Nel 1747, in accordo con i suoi fratelli, si divise il patrimonio del padre.

## Matrimonio
Nel 1726 sposò Praskov'ja Ivanovna Buturlina (1708-1758). Ebbero sei figli:
- Grigorij Nikolaevič (1730-1777);
- Anna Nikolaevna (1731-1813), sposò il principe Michail Ivanovič Dolgorukov, ebbero quattro figli;
- Marija Nikolaevna (1732-1805), sposò il conte Martin Karlovič Skavronskij, ebbero tre figli;
- Sof'ja Nikolaevna (1737-1790), sposò Stepan Matveevič Rževskij, ebbero tre figlie;
- Sergej Nikolaevič (1738-1771);
- Aleksandr Nikolaevič (1740-1789).

## Morte
Morì nel 1758 e fu sepolto nella chiesa di San Nicola a Mosca.